# ATP World Tour Finals 2013 - Doppio
Il doppio  dell'ATP World Tour Finals 2013 è stato un torneo di tennis facente parte dell'ATP World Tour 2013.
Marcel Granollers e Marc López erano i detentori del titolo ma sono stati eliminati nel round robin.
David Marrero e Fernando Verdasco hanno superato in finale i gemelli Bob e Mike Bryan per 7-5, 6(3)–7, [10-7].

## Teste di serie
1. Bob Bryan /  Mike Bryan (finale)
2. Alexander Peya /  Bruno Soares (semifinale)
3. Ivan Dodig /  Marcelo Melo (semifinale)
4. Marcel Granollers /  Marc López (round robin)

1. Aisam-ul-Haq Qureshi /  Jean-Julien Rojer (round robin)
2. David Marrero /  Fernando Verdasco (campioni)
3. Leander Paes /  Radek Štěpánek (round robin)
4. Mariusz Fyrstenberg /  Marcin Matkowski (round robin)

## Tabellone

### Legenda
| - Q = Qualificato - WC = Wild card - LL = Lucky loser | - ALT = Alternate - SE = Special Exempt - PR = Protected Ranking | - w/o = Walkover - r = Ritirato - d = Squalificato |

### Fase Finale
|  | Semifinali | Semifinali                      | Semifinali                      | Semifinali | Semifinali |  |  | Finale | Finale                          | Finale | Finale | Finale |  |
|  |            |                                 |                                 |            |            |  |  |        |                                 |        |        |        |  |
|  | 3          | Ivan Dodig Marcelo Melo         | Ivan Dodig Marcelo Melo         | 610        | 5          |  |  |        |                                 |        |        |        |  |
|  | 6          | David Marrero Fernando Verdasco | David Marrero Fernando Verdasco | 7          | 7          |  |  | 6      | David Marrero Fernando Verdasco | 7      | 63     | [10]   |  |
|  | 2          | Alexander Peya Bruno Soares     | 6                               | 4          | [8]        |  |  | 1      | Bob Bryan Mike Bryan            | 5      | 7      | [7]    |  |
|  | 1          | Bob Bryan Mike Bryan            | 4                               | 6          | [10]       |  |  |        |                                 |        |        |        |  |

### Gruppo A
|   |                                        | Bryan                | Dodig Melo       | Qureshi Rojer        | Fyrstenberg Matkowski | RR V–P | Set V–P | Game V–P | Classifica |
| 1 | Bob Bryan Mike Bryan                   |                      | 6–3, 3–6, [8–10] | 7–6(3), 1–6, [14–12] | 4–6, 6–3, [10–5]      | 2–1    | 5–4     | 29–31    | 2          |
| 3 | Ivan Dodig Marcelo Melo                | 3–6, 6–3, [10–8]     |                  | 7–5, 3–6, [11–9]     | 6–3, 3–6, [10–2]      | 3–0    | 6–3     | 31–29    | 1          |
| 5 | Aisam-ul-Haq Qureshi Jean-Julien Rojer | 6(3)–7, 6–1, [12–14] | 5–7, 6–3, [9–11] |                      | 3–6, 6(8)–7           | 0–3    | 2–6     | 32–33    | 4          |
| 8 | Mariusz Fyrstenberg Marcin Matkowski   | 6–4, 3–6, [5–10]     | 3–6, 6–3, [2–10] | 6–3, 7–6(8)          |                       | 1–2    | 4–4     | 31–30    | 3          |

La classifica viene stilata in base ai seguenti criteri: 1) Numero di vittorie; 2) Numero di partite giocate; 3) Scontri diretti (in caso di due giocatori pari merito ); 4) Percentuale di set vinti o di games vinti (in caso di tre giocatori pari merito ); 5) Decisione della commissione.

### Gruppo B
|   |                                 | Peya Soares      | Granollers López    | Marrero Verdasco | Paes Štěpánek       | RR V-P | Set V-P | Game V-P | Classifica |
| 2 | Alexander Peya Bruno Soares     |                  | 3–6, 6–4, [10–5]    | 6–3, 7–5         | 3–6, 7–5, [8–10]    | 2–1    | 5–3     | 33–30    | 1          |
| 4 | Marcel Granollers Marc López    | 6–3, 4–6, [5–10] |                     | 1–6, 4–6         | 4–6, 7–6(5), [10–8] | 1–2    | 3–5     | 27–34    | 3          |
| 6 | David Marrero Fernando Verdasco | 3–6, 5–7         | 6–1, 6–4            |                  | 6–4, 7–6(5)         | 2–1    | 4–2     | 33–28    | 2          |
| 7 | Leander Paes Radek Štěpánek     | 6–3, 5–7, [10–8] | 6–4, 6(5)–7, [8–10] | 4–6, 6(5)–7      |                     | 1–2    | 3–5     | 34–35    | 4          |

La classifica viene stilata in base ai seguenti criteri: 1) Numero di vittorie; 2) Numero di partite giocate; 3) Scontri diretti (in caso di due giocatori pari merito ); 4) Percentuale di set vinti o di games vinti (in caso di tre giocatori pari merito ); 5) Decisione della commissione.